# Stoneyburn
Stoneyburn est un village dans le West Lothian, en Écosse. Le village est situé à mi-chemin entre Glasgow et Édimbourg.